# Amerila aldabrensis
Amerila aldabrensis là một loài bướm đêm thuộc phân họ Arctiinae, họ Erebidae.